# Террассон, Джеки
Джеки Террассон (настоящее имя Жак Лоран Террассон, фр. Jacques-Laurent Terrasson; род. 27 ноября 1966, Западный Берлин) — французский джазовый пианист.
Он родился в Западном Берлине, но его мать — американка, а отец — француз. Он учился в Музыкальном колледже Беркли, одновременно выступая в чикагских и нью-йоркских клубах. Он получил приз на престижнейшем конкурсе пианистов имени Телониуса Монка в Вашингтоне. Плодотворно работал с Betty Carter в 1997, а также участвовал в записи альбома Кассандры Уилсон — Rendezvous .

## Критика
Газета «New York Times» включила его в список тридцати самых перспективных джазовых музыкантов (рядом с Патрисией Барбер и Уинтоном Марсалисом).

## Дискография
- 1994 Jacky Terrasson, лейбл Blue Note
- 1994 Lover Man
- 1996 Reach, лейбл — Blue Note
- 1997 Rendezvous с Mino Cinelu, Кеени Девис, Lonnie Plaxico, Кассандра Вилсон, лейбл — Blue Note
- 1998 Alive,лейбл — Blue Note
- 1999 What It Is сMichael Brecker, Jay Collins, Xiomara Laugart, Gregoire Maret, лейбл — Blue Note
- 1999 Where It’s At, EMI
- 2001 A Paris…, лейбл — Blue Note
- 2001 Moon & Sand, лейбл — Jazz Aux Remparts
- 2002 Lover Man, лейбл — Venus
- 2002 Smile, лейбл — Blue Note
- 2003 Into the Blue with Emmanuel Pahud, лейбл — Blue Note
- 2007 Mirror, лейбл — EMI
- 2012 Gouache, лейбл - Universal UK records